# Nachal Guvrin
Nachal Guvrin (hebrejsky: נחל גוברין, arabsky: na horním toku Vádí al-Farandž, na dolním Zejta) je vádí v Judsku (na Západním břehu Jordánu) a v Izraeli.

## Trasa toku
Začíná v západní části Judských hor (respektive jejich části zvané Hebronské hory), v prostoru u města Dura. Směřuje pak k severozápadu hlubokým údolím skrz kopcovitou krajinu, v níž míjí izraelskou osadu Adora a palestinskou obec Idhna. Stáčí se pak k severu, podchází dálnici číslo 35 a zprava přijímá vádí Nachal Telem (též známé jako Nachal Naciv). Pokračuje pak k severozápadu pozvolna se svažující kopcovitou a téměř neosídlenou krajinou.
Do vlastního Izraele vstupuje jižně od obce Nechuša. Svahy údolí jsou zde zalesněny, stojí zde vrch Har Ezroach a Giv'at Arkubit. Uhýbá k západu a míjí vesnici Bejt Guvrin. Ta dala vádí jeho hebrejské jméno (byť aramejského původu), odkazující na židovské sídlo Guvrin, jež tu stávalo ve starověku, na přelomu křesťanského letopočtu, kdy je tu zmiňuje ve svém díle Flavius Iosephus a rovněž je citováno v Talmudu a Mišně (nazývané též Eleutheropolis). Zbytky starověkého osídlení jsou dochovány dodnes a jsou součástí Národního parku Bejt Guvrin, který obsahuje zbytky starověkého Bejt Guvrin a dalšího starověkého sídla Mareša a dále areál jeskyň.
V následujícím úseku vádí směřuje k severozápadu pahorkatinou Šefela v regionu Chevel Lachiš a postupně vchází do rovinaté a zemědělsky využívané pobřežní planiny. Míjí zde pahorek Tel Burna, vesnici Gal On (u ní pahorek Tel Zajit), vesnice Gat, Menucha (s pahorkem Tel Gišron), Zavdi'el, Vardon, Sgula, Nir Banim, Zrachja, Šafir, Avigdor (mošav) a Kfar Warburg. Zde, jihozápadně od města Kirjat Mal'achi a poblíž obce Masu'ot Jicchak, ústí zprava do toku Lachiš.
Vádí Nachal Guvrin je turisticky využíváno. V roce 2009 byla u vesnice Šafir otevřena cyklistická stezka Derech Nachal Guvrin (דרך נחל גוברין) o délce 18 kilometrů.

## Přítoky
levostranné
- Nachal Cnobar
- Nachal Zamir
- Nachal Pol

pravostranné
- Nachal Telem
- Nachal Gever
- Nachal Kfar Biš
- Nachal Nechuša
- Nachal Uzrar
- Nachal Dichrin